# ジ・エンド (コンピュータゲーム)
『ジ・エンド』 (The End) は、1980年にコナミ（現：コナミデジタルエンタテインメント）から発売されたアーケードゲームの固定画面スクロールシューティングゲームである。

## 概要
『スペースインベーダー』（タイトー）、『ギャラクシアン』（ナムコ、後のバンダイナムコゲームス）同様に、画面上部の敵キャラクターを画面下部ギャラガの様なカブトムシ型の自機を左右に移動させ全て撃ち落とすことが目的となる。敵は画面最下部に配置されたトーチカに相当するブロックを持ち去ろうと降下してくる。このブロックにより"END"の文字を完成させられるとゲームオーバーとなる。また前述2作同様自機のストックが無くなってもゲームオーバーとなる。
コナミは本作の発売以前にも『スペースウォー』や『カミカゼ』などの開発も手掛けていたレジャックからの発売だったためか、1989年に発売されたCD『こなみ・すぺしゃる・みゅーじっく 千両箱』のDISC3「コナミ・ゲームサウンド・ヒストリー 1980 - 1985」においては本作が最初に紹介されている作品となっている。